# Campionato mondiale cadetti di scherma 1998
Il Campionato mondiale cadetti di scherma del 1998 ("1998 World Cadets Fencing Championships") è stato organizzato dalla Federazione internazionale della scherma e si è svolto a Valencia in Spagna dal 6 al 13 aprile.
Nel fioretto, si sono aggiudicati i titoli del campionato mondiale l'italiano Ennio Piazza, che ha battuto in finale il tedesco Dominik Behr, e la francese Solenne Mary che ha avuto la meglio sulla polacca Sylwia Gruchala.
Nella spada il senegalese Alexandre Bouzaid ha battuto in finale il tedesco Martin Schmitt, ottenendo il titolo mondiale cadetti maschile, mentre tra le donne la coreana Jung-Eun Lee ha superato l'elvetica Tabea Steffen.
Nella sciabola l'italiano Giacomo Guidi prevale sul tedesco Mattia Grimm.

## Podi

### Uomini
| Specialità  | Oro               | Argento        | Bronzo                                |
| Individuali |                   |                |                                       |
| Fioretto    | Ennio Piazza      | Dominik Behr   | Javier Menendez Rouslan Nassiboulline |
| Spada       | Alexandre Bouzaid | Martin Schmitt | Arpad Horvat Tomasz Motyka            |
| Sciabola    | Giacomo Guidi     | Mattia Grimm   | Tamas Decsi Ivan Lee                  |

### Donne
| Specialità  | Oro          | Argento         | Bronzo                                   |
| Individuali |              |                 |                                          |
| Fioretto    | Solenne Mary | Sylwia Gruchala | Annekathrin Donath Malgorzata Wojtkowiak |
| Spada       | Jung-Eun Lee | Tabea Steffen   | Patrycia Osyczka Alexandra Shklar        |

## Medagliere
| Pos.   | Nazione       | Oro | Argento | Bronzo | Totale |
| ------ | ------------- | --- | ------- | ------ | ------ |
| 1      | Italia        | 2   | 0       | 0      | 2      |
| 2      | Francia       | 1   | 0       | 0      | 1      |
| 2      | Corea del Sud | 1   | 0       | 0      | 1      |
| 2      | Senegal       | 1   | 0       | 0      | 1      |
| 5      | Germania      | 0   | 3       | 2      | 5      |
| 6      | Polonia       | 0   | 1       | 2      | 3      |
| 7      | Svizzera      | 0   | 1       | 0      | 1      |
| 8      | Ungheria      | 0   | 0       | 2      | 2      |
| 9      | Stati Uniti   | 0   | 0       | 1      | 1      |
| 9      | Russia        | 0   | 0       | 1      | 1      |
| 9      | Israele       | 0   | 0       | 1      | 1      |
| 9      | Spagna        | 0   | 0       | 1      | 1      |
| Totale | Totale        | 5   | 5       | 10     | 20     |